# أحمد إسكندر أحمد
أحمد إسكندر أحمد سياسي سوري مواليد حمص عام 1944. كان وزير الإعلام السوري في عهد حافظ الأسد من أول أيلول 1974 حتى وفاته بالسرطان في 29 كانون الأول 1983. شغل منصب رئيس تحرير وكالة الأنباء «سانا» من 1966 إلى 1967.